# Principy víry v judaismu
| Židé a judaismus |
| Židé • Judaismus • Kdo je Žid |
| Ortodoxní • Konzervativní (Masorti) Progresivní (Reformní - Liberální) • Ultraortodoxní Samaritáni • Falašové • Karaité                                                                                            |
| Etnické skupiny a jazyky |
| Aškenázové • Sefardové • Mizrachim Hebrejština • Jidiš • Ladino • Ge'ez • Buchori |
| Populace (vývoj) |
| Evropa • Amerika • Asie • Afrika • Austrálie |
| Náboženství |
| Bůh • Principy víry • Boží jména 613 micvot • Halacha • Noachidské zákony Mesiáš • Eschatologie |
| Židovské myšlení, filosofie a etika |
| Židovská filosofie Cdaka • Musar • Vyvolenost Chasidismus • Kabala • Haskala |
| Náboženské texty |
| Tóra • Tanach • Mišna • Talmud • Midraš Tosefta • Mišne Tora • Šulchan aruch Sidur • Machzor • Pijut • Zohar |
| Životní cyklus, tradice a zvyky |
| Obřízka • Pidjon ha-ben • Simchat bat • Bar micva Šiduch • Svatba • Ketuba • Rozvod (Get) • Pohřeb Kašrut • Židovský kalendář • Židovské svátky Talit • Tfilin • Cicit • Kipa Mezuza • Menora • Šofar • Sefer Tora |
| Významné postavy židovství |
| Abrahám • Izák • Jákob • Mojžíš Šalomoun • David • Elijáš • Áron Maimonides • Nachmanides • Raši Ba'al Šem Tov • Ga'on z Vilna • Maharal                                                                           |
| Náboženské budovy a instituce |
| Chrám • Synagoga • Ješiva • Bejt midraš Rabín • Chazan • Dajan • Ga'on Kohen (kněz) • Mašgiach • Gabaj • Šochet Mohel • Bejt din • Roš ješiva                                                                      |
| Židovská liturgie |
| Šema • Amida • Kadiš Minhag • Minjan • Nosach Šacharit • Mincha • Ma'ariv • Musaf |
| Dějiny Židů |
| starověk • středověk • novověk |
| Blízká témata |
| Antisemitismus • Gój • Holocaust • Izrael Filosemitismus • Sionismus Abrahámovská náboženství |
| z • d • e |

Principy víry v judaismu formulovalo částečně nezávisle na sobě několik židovských náboženských osobností. Nejznámější je spis rabína Maimonida (1135–1204). Ten zavedl chápání víry založené spíše na přijímání základních výroků (13 článků víry) než na důvěře v Boha. Takový dogmatický význam zavedených principů však v judaismu nikdy nebyl všeobecně přijat.
Primárním zdrojem pro úvahy o principech židovské víry je Tóra. Její studium, stejně jako dodržování jejích přikázání a zákazů, bylo pro judaismus vždy zásadní.

## Víra v Boha
Judaismus je monoteistickým náboženstvím, tzn. že uctívá jediného Boha. Uctívání jiných bohů je zapovězeno, stejně jako uctívání soch, jiných předmětů či míst nebo přírodních úkazů. Současná religionistika se domnívá, že židovský monoteismus vznikl synkrezí starších, polyteistických kultů blízkovýchodního starosemitského panteonu, které byly následně sjednoceny do kultu jediného Boha. Pozůstatky tohoto dávného mnohobožství spatřují religionisté v množství jmen, která Bůh v judaismu má.

### Jméno Boží
Boží Jméno je jednou z nejposvátnějších věcí v judaismu. Nakládání s Božími jmény vyžaduje zvláštní úctu a obezřetnost, neboť 3. přikázání z Desatera nařizuje "nebrat jej nadarmo". Ve starověku se věřilo, že jméno vyjadřuje i charakter – znalost jména osoby tudíž znamenala i znalost jeho charakteru a vnitřního já, znalost jmen bohů pak měla umožňovat ostatním bohům nebo i lidem tyto bohy vzývat, eventuálně mohli svého boha "přemluvit" či jinak jej přimět, aby konal dle jejich přání – báje o moci božských jmen a o síle, kterou propůjčují, jsou známé již ze starého Egypta.

## Definice víry v judaismu
Judaismus odmítá dogmata a podobné „nezvratné pravdy“. Po dlouhou dobu bylo jediným dogmatem to, že Tóra je Boží Zákon seslaný Bohem a Izrael jej následuje, aby dodržel podmínky smlouvy s Bohem uzavřené, totiž vyvolení výměnou za následování jediného, pravého Boha. Situaci v období na přelomu letopočtů dobře ilustruje následující příběh z Talmudu:
| „ | Přišel jeden pohan k Šamajovi a řekl mu: Stanu se židem, pokud mě naučíš celému učení Tóry po dobu, co vydržím stát na jedné noze. Šamaj se rozlítil, neboť to považoval za drzost a pohana vyhnal. Tentýž pohan přišel k Hilelovi a učinil mu tentýž návrh. Hilel řekl: Co nechceš, aby druzí činili tobě, nečiň ty jim. To je podstatou Tóry, vše ostatní je jen komentář. Nyní jdi a uč se. | “ |

V talmudickém období nacházíme další pokusy zjednodušit a zestručnit zásady víry. V traktátu Makot 23b-24a se učí, že Bůh dal Mojžíšovi 613 přikázání, David je zestručnil na 11 (Žalm 15), Izajáš na šest (Iz 33, 15-16), Micheáš na tři (Mi 6, 8) a Abakuk na jedno a to „Spravedlivý z víry živ bude“ (Ab 2, 4).

## Maimonidových 13 článků víry
Nutnost mít stručné základy a principy víry se ukazovala stále více po nástupu křesťanství a islámu. Ačkoli vzniklo mnoho pokusů shrnout učení judaismu do několika vět, nejuznávanějším se stalo Třináct článků víry (Šaloš esre ikarim), jejichž autorem je Maimonides, který je sepsal ve svém komentáři k 10. kapitole Mišny Sanhedrin (perek Chelek). Třináct článků ve stručnosti zní:
1. Bůh existuje
2. Bůh je jeden
3. Bůh je netělesný
4. Bůh je věčný
5. Jedině Bůh sám může být uctíván
6. Proroctví zaznamenaná v Bibli jsou pravdivá
7. Mojžíš byl největším prorokem Izraele
8. Tóra je božského původu
9. Tóra je neměnná a nezměnitelná
10. Bůh je vševědoucí
11. Bůh trestá a odměňuje v posmrtném životě
12. Mesiáš jistě přijde
13. Nastane vzkříšení mrtvých

Maimonidových třináct článků nebylo vždy bezvýhradně uznáváno. Dokonce ani dnes, kdy jsou součástí většiny sidurů, jsou brány více jako doporučení, než jako závazné dogma.

### Polemika po Maimonidovi
Kromě těchto Třinácti článků existují i další definice, které sice nejsou tak známé, nicméně co se týče závaznosti, jsou na stejné úrovni jako články Maimonidovy:
Toto jsou tři články víry (a z nich vyplývající osm „kořenů“) od Josefa Alba (zemř. 1440) z jeho knihy Sefer ha-ikarim:
- Víra v Boha
  - Bůh je jeden
  - Bůh je netělesný
  - Bůh je nadčasový
  - Bůh je naprosto čistý (neposkvrněný, dokonalý)
- Víra v božskost Tóry
- Víra v odměnu a trest
  - Bůh je prozřetelný
  - Bůh je vševědoucí
  - Proroctví Boží jsou pravdivá
  - Boží proroci (bibličtí) byli skutečnými proroky

K těmto celkem jedenácti zásadám předkládá Albo ještě tzv. „Šest věroučných mínění“:
- Stvoření světa z ničeho (creatio ex nihilo)
- Mojžíš byl největším z proroků
- Tóra je nezměnitelná
- Dodržování Tóry vede k osobnímu spasení (podílu na budoucím světě)
- Zmrtvýchvstání
- Mesiáš

Zatímco Jicchak Arama ve svém díle Akedat Jicchak předkládá tato:
- Stvoření světa z ničeho (ex nihilo)
- Víra v božskost Tóry
- Víra v posmrtný život

Je třeba mít na paměti, že tyto pokusy o vytvoření židovského dogmatu probíhaly především na půdě Španělska pod vládou křesťanů, tedy v období, kdy Židé byli vystaveni velkému pronásledování a nuceni k tzv. disputacím, kde měli „obhajovat“ své učení proti křesťanům. Přesto tyto variace na vyznání víry poměrně dobře ilustrují základní body věrouky židovského náboženství.